# Markus Stappung
Markus Stappung, schweizisk orienterare som tog silver i stafett vid VM 1987.